# Calocolobopterus senegalensis
Calocolobopterus senegalensis är en skalbaggsart som beskrevs av Johann Christoph Friedrich Klug 1835. Calocolobopterus senegalensis ingår i släktet Calocolobopterus och familjen Aphodiidae. Inga underarter finns listade.